# Divisione Nazionale 1934 (pallacanestro femminile)
Il campionato di pallacanestro femminile 1934 è stato il quinto organizzato in Italia.
È stato vinto dalla Canottieri Milano, al secondo titolo consecutivo.
- Al campionato prendono parte anche la Ginnastica Roma e la Y.M.C.A. di Roma vedere Il Littoriale del 5-4-1934[collegamento interrotto].

## Girone A

### Calendario
| Prima giornata |                  |              |
| 4 mar. 1934    |                  | 25 mar. 1934 |
| 8-16           | Reyer-Canottieri | 6-20         |

### Risultati
| Risultati girone A | Canot | Reyer |
| ------------------ | ----- | ----- |
| Canottieri Milano  |       | 20-6  |
| Reyer Venezia      | 8-16  |       |

### Classifica
|  |    | Classifica Girone A 1934        | Pt | G | V | N | P | PF | PS |
|  | -- | ------------------------------- | -- | - | - | - | - | -- | -- |
|  | 1. | Soc. Canottieri Milano, Milano  | 4  | 2 | 2 | 0 | 0 | 36 | 14 |
|  | 2. | A.S.F. Veneziana Reyer, Venezia | 2  | 2 | 0 | 0 | 2 | 14 | 36 |

La Canottieri Milano è ammessa alla finale per il titolo 1934.

Nota bene: a metà marzo la Soc. Ginnastica Reyer ha cambiato denominazione in A.S.F. Veneziana Reyer.

## Girone B

### Calendario
| Prima giornata |                  |              |
| 4 mar. 1934    |                  | 25 mar. 1934 |
| 6-10           | Roma-Napoli      | 7-8          |
|                | Riposa: Y.M.C.A. |              |

| Seconda giornata |                |             |
| 11 mar. 1934     |                | 5 apr. 1934 |
| 6-13             | YMCA-Roma      | 0-10        |
|                  | Riposa: Napoli |             |

| Terza giornata |              |             |
| 18 mar. 1934   |              | 8 apr. 1934 |
| 14-2           | Napoli-YMCA  | 10-7        |
|                | Riposa: Roma |             |

### Risultati
| Risultati girone A   | Napo | Roma | YMCA |
| -------------------- | ---- | ---- | ---- |
| Pallacanestro Napoli |      | 8-7  | 14-2 |
| Ginnastica Roma      | 6-10 |      | 10-0 |
| Y.M.C.A.             | 7-10 | 6-13 |      |

### Classifica
|  |    | Classifica Girone A       | Pt | G | V | N | P | PF | PS |
|  | -- | ------------------------- | -- | - | - | - | - | -- | -- |
|  | 1. | S.S. Pallacanestro Napoli | 8  | 4 | 4 | 0 | 0 | 42 | 22 |
|  | 2. | Soc. Ginnastica Roma      | 6  | 4 | 2 | 0 | 2 | 36 | 24 |
|  | 3. | Y.M.C.A., Roma            | 4  | 4 | 0 | 0 | 4 | 15 | 47 |

La Pallacanestro Napoli è ammessa alla finale per il titolo 1934.

## Girone di finale

### Risultati
| data         | giornata | incontro                               | ris  | note  |
| ------------ | -------- | -------------------------------------- | ---- | ----- |
| 20 mag. 1934 | and.     | Pallacanestro Napoli-Canottieri Milano | 2-5  | -     |
| 27 mag. 1934 | rit.     | Canottieri Milano-Pallacanestro Napoli | 16-2 | (8-2) |

### Verdetto

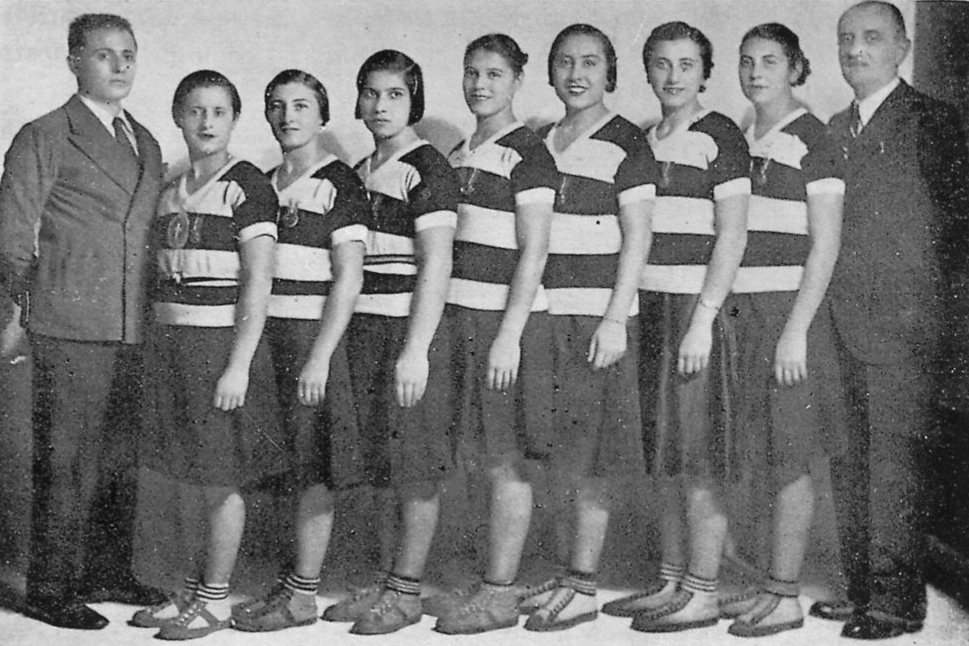
Da sinistra a destra: l'allenatore Ghirimoldi, Pia Cavallotti, Marisa Cavallotti, Ilda Colombo, Bruna Bertolini, Nerina Bertolini, Matilde Moraschi, Olga Campanati e il Presidente Giorgio Hülls.

- Campione d'Italia:  Canottieri Milano

Formazione: Bruna Bertolini, Nerina Bertolini, Pierina Borsani, Olga Campanati, Marisa Cavallotti, Pia Cavallotti, Ilda Colombo, Matilde Moraschi. Allenatore: Ghirimoldi.